# Familia Nariño

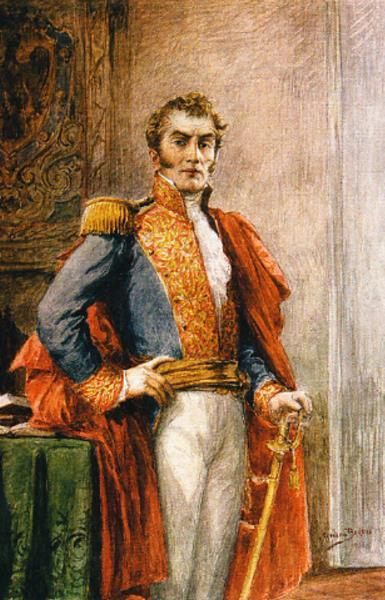
General Antonio Nariño

Firma Antonio Nariño

La familia Nariño fue una destacada familia política en los primeros años de la historia de Colombia. Sus orígenes se remontan a Galicia, España, su linaje se consolidó en Santafé de Bogotá y tuvo un papel fundamental en los movimientos independentistas del siglo XIX. También tuvo una importante presencia en Cuba, especialmente en Santiago de Cuba, donde se establecieron algunos descendientes directos de Antonio Nariño, como su hijo José Gregorio de Nariño y Ortega.
La familia Nariño tiene sus raíces en la aristocracia criolla de la Nueva Granada. Su ascenso social y político comenzó con el primer miembro de la familia en llegar a la Nueva Granada lo hizo en 1751, desempeñándose como Contador Real de los Arcos Matrices de la Nueva Granada, Vicente Nariño y Vásquez, nacido en Santiago de Compostela, fue un funcionario colonial que desempeñó otros cargos administrativos, como contador mayor del Tribunal de Cuentas de Santafé y director de la primera fábrica de pólvora de la ciudad.  Su matrimonio con Catalina Álvarez del Casal lo vinculó con la influyente familia Álvarez del Casal, lo que fortaleció aún más el prestigio de los Nariño en la sociedad santafereña, además tuvo conexión con otras familias influyentes del momento como los Ibáñez, Saiz, Ospina y Ricaurte. Vicente Nariño y Catalina Álvarez del Casal tuvieron varios hijos, entre ellos:
- José Nariño (militar y funcionario colonial).[cita requerida]
- Juan Nepomuceno Nariño (casado con la hija del gobernador de Antioquia, fortaleciendo lazos con la élite provincial).
- Antonio Nariño, el más ilustre, precursor de las independencias.
- María Dolores Nariño, casada con Bernardino Ricaurte, un importante funcionario y abogado, fortaleciendo la relación con los Ricaurte.
- Mercedes Nariño, quien en 1813 se alistó en la guarnición de Santafé y llegó a operar cañones en defensa del gobierno de Antonio Nariño.

El hijo más destacado de esta unión fue Antonio Nariño y Álvarez del Casal, conocido como El Precursor de la Independencia, quien se convertiría en una figura clave en Colombia por su participación en las independencias. La madre de Antonio Nariño era hermana de Manuel de Bernardo Álvarez del Casal, quien también fue presidente y fiscal de la Real Audiencia de Santafé, estableciendo así un estrecho vínculo entre los Nariño y los Álvarez del Casal.[cita requerida]
Su casa, ubicada en la Calle de la Carrera, era lujosa y poseía una extensa biblioteca con libros en latín, francés y castellano, los miembros de la familia crecieron rodeados de libros, lo que influyó en Antonio Nariño para abrir su propia imprenta, "La Patriótica", con licencia oficial del gobierno. Sin embargo, este proyecto fracasó cuando fue perseguido ya que Een el año de 1793, tradujo y difundió la Declaración de los Derechos del Hombre y del Ciudadano al español, lo que llevó a su persecución y encarcelamiento por la corona española. Su familia apoyó activamente la causa independentista, sufriendo represalias durante la Reconquista Española, especialmente por parte de Pablo Morillo.Adicionalmente, el Oidor Joaquín de Mosquera y Figueroa confiscó la biblioteca de la familia en la casa ubicada frente a la Plaza de las Hierbas (antigua sede del Jockey Club en Bogotá).
Dolores Nariño, hermana de Antonio Nariño, jugó un papel crucial en su vida y en los eventos de la independencia. En 1797, cuando el general Nariño regresó clandestinamente a Bogotá tras una fuga, permaneció escondido en su casa durante tres semanas hasta que pudo continuar su camino.
Durante la Reconquista Española de la Nueva Granada, Dolores y sus cuatro hijos fueron encarcelados en 1816 por orden del Pacificador Pablo Morillo en una celda junto a la Casa Consistorial y posteriormente exiliados a Zipacón en agosto de ese mismo año. En el año de 1817, se presentó una petición al rey de España denunciando su trato injusto, describiéndola como una viuda religiosa y leal a la corona, cuya conexión familiar le había traído grandes problemas, a pesar de que supuestamente no cooperaba con los patriotas.[cita requerida]
Dolores Nariño formó parte de un importante clan conformado por diversas familias de la aristocracia criolla, relacionado con los González Manrique, Álvarez, Ricaurte, París y Pardo, familias de gran influencia en la política y sociedad neogranadina.

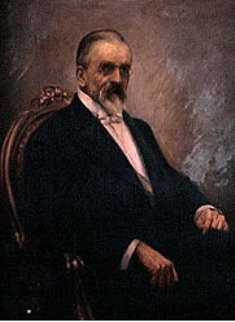
Óleo sobre tela de José Manuel Marroquín, Presidente de Colombia de 1900 a 1904.

Tras la independencia, los descendientes de Antonio Nariño y sus familiares continuaron participando en la política y la administración de la naciente República de Colombia.Entre sus descendientes sobresalen Antonio Nariño Ortega, militar que participó en la Campaña del Sur, que llevó al Precursor al exilio y a su encarcelamiento en Cádiz, España. Arriesgando su propia libertad, Nariño Ortega desempeñó un papel clave en la lucha por la independencia y ocupa un lugar de honor en la Galería de los Héroes de Colombia. También Vicente Nariño Ortega, impulsor de la Biblioteca Nacional de Colombia y José María Ortega y Nariño, Militar y político colombiano. Secretario de Guerra de la Nueva Granada (1857-1858).[cita requerida] Otros serían, Wenceslao Ibáñez Nariño: gobernador de Cundinamarca y Secretario de Guerra y Marina, José Manuel Marroquín Ricaurte, bisnieto de Antonio Nariño, llegó a ser presidente de Colombia entre 1900 y 1904.[cita requerida]
En la rama cubana los más notables se encuentran:
- Calixto Acosta Nariño: patriota cubano y colaborador de Carlos Manuel de Céspedes, primer presidente de Cuba en armas.
- Mariano Acosta Nariño: Secretario del Consejo de Gobierno de la República en Armas en Cuba.
- Juan Bautista Carcassés Acosta: odontólogo y miembro del Ejército Libertador cubano.

Esta rama de la familia Nariño desempeñó un papel en los movimientos independentistas cubanos, contribuyendo en la lucha contra el dominio español en el siglo XIX.